# Une belle fin
Pour les articles homonymes, voir Still Life.
Pour plus de détails, voir Fiche technique et Distribution.
Une belle fin (Still Life) est une comédie dramatique britannico-italienne réalisée par Uberto Pasolini, sortie en 2013.

## Synopsis
John May est un fonctionnaire communal qui vit seul. Son travail consiste à retrouver les parents les plus proches de personnes mortes dans une solitude totale. Il effectue son travail avec le soin le plus méticuleux et mène une vie tranquille et ordinaire, faite de rites quotidiens qui en deviennent obsessionnels. Un jour, on lui confie le cas de Billy Stoke, un alcoolique mort dans la solitude à quelques pas de sa propre maison. Il commence alors à recueillir des indices sur sa vie et à chercher les personnes auxquelles il a été lié. Mais, à cause de la crise économique, on lui fait savoir que son service est en passe d'être réduit, qu’il est en surnombre et va être licencié. Il ne se laisse pas abattre et convainc son chef de lui donner encore un peu de temps pour terminer sa dernière enquête. Pendant ses recherches, il fait la connaissance de Kelly, la fille que Billy Stoke a abandonnée dans son enfance et, au cours de ses voyages à la recherche des personnes qui ont connu Stoke, John a l'occasion de savourer à nouveau la vie. Cela ne durera pas longtemps et il mourra lui-même dans une solitude totale, comme tous ceux qu’il avait suivis pendant son travail, lesquels, dans un final onirique et fascinant, lui rendront un hommage reconnaissant.

## Fiche technique
- Titre : Une belle fin
- Titre original : Still Life
- Réalisation : Uberto Pasolini
- Scénario : Uberto Pasolini
- Photographie : Stefano Falivene
- Montage : Gavin Buckley et Tracy Granger
- Musique : Rachel Portman
- Costumes : Pam Downe
- Décors : Lisa Hall
- Producteur : Uberto Pasolini, Christopher Simon et Felix Vossen
  - Coproducteur : Ceri Hughes
  - Producteur délégué : Barnaby Southcombe et Michael S. Constable
  - Producteur associé : Marco Valerio Pugini
- Production : Redwave Films et Embargo Films
- Distribution : Version Originale / Condor
- Pays d’origine :  Royaume-Uni et  Italie
- Langue : anglais
- Genre : Comédie dramatique
- Durée : 87 minutes
- Dates de sortie :
  -  Italie : 12 décembre 2013
  -  Royaume-Uni : 6 février 2015
  -  France : 15 avril 2015

## Distribution
- Eddie Marsan (VF : Jérôme Keen) : John May
- Joanne Froggatt (VFB : Claire Tefnin) : Kelly Stoke
- Karen Drury (VFB : Julie Basecqz) : Mary
- Andrew Buchan (VFB : David Manet) : M. Pratchett, le patron de John
- Neil D'Souza (VFB : Franck Dacquin) : Shakthi
- Paul Anderson (VFB : Erwin Grünspan) : un sans-abri
- Tim Potter (en) (VFB : Alain Eloy) : un sans-abri
- Ciaran McIntyre (VFB : Patrick Waleffe) : Jumbo
- Bronson Webb (en) (VFB : Thibaut Delmotte) : l'employé de la morgue

## Tournage
Le film est tourné à Londres et ses environs.

## Prix et distinctions
- Nomination pour le David di Donatello du meilleur film de l'Union européenne 2014
- Prix d'interprétation masculine 2015, Festival 2 Valenciennes, pour Eddie Marsan[2]
- Prix du jury long-métrage 2015[3], Festival Mamers en Mars
- Prix Jean-Renoir des lycéens 2015